# 波士頓和斯凱格內斯 (英國國會選區)

選區在林肯郡的位置

波士頓和斯凱格內斯（英語：Boston and Skegness），英國國會一郡選區，位於林肯郡東部，包括波士頓區的全部和東林齊南部。
本區始設於1997年，一直是保守黨的安全選區。2010年大選中尋求二度連任的馬克·西蒙斯以49.4%選票當選。